# Wray-with-Botton
Wray-with-Botton est une paroisse civile du Lancashire, en Angleterre.